# Shepherds United
Lo Shepherds United è una società calcistica di Port Vila, capitale di Vanuatu. 

## Rosa 2012-2013
| N. |                    | Ruolo | Calciatore       |
| -- | ------------------ | ----- | ---------------- |
| 1  | Vanuatu (bandiera) | D     | Daniel Alick     |
| 2  | Vanuatu (bandiera) | D     | Willie-Ola Jimmy |
| 3  | Vanuatu (bandiera) | D     | Dominique Fred   |
| 4  | Vanuatu (bandiera) | D     | Jimmy Ben        |
| 5  | Vanuatu (bandiera) | C     | Yvong Wilson     |
| 6  | Vanuatu (bandiera) | C     | Daniel Michel    |
| 7  | Vanuatu (bandiera) | C     | Eddison Stephen  |